# Marco Borg
Marco Borg (Santa Venera, 16 september 1971) is een Maltees voormalig voetbalscheidsrechter. Hij is in dienst van FIFA en UEFA tussen 1997 en 2015. Ook leidde hij tot 2016 wedstrijden in de Premier League.
Op 31 juli 2008 maakte Borg zijn debuut in internationaal verband tijdens een wedstrijd tussen St. Patrick's Athletic en JFK Olimps in de UEFA Cup; het eindigde in 2–0 en Borg gaf vijf gele kaarten. Op 5 september 2009 leidde hij zijn eerste interland, toen Oostenrijk met 3–1 won van Faeröer. Tijdens dit duel deelde Borg zes gele kaarten uit.

## Interlands
| Datum            | Plaats                    | Wedstrijd                             | Uitslag | Competitie           | Kreeg geel | Kreeg voor de tweede keer geel en dus rood | Weggestuurd |
| ---------------- | ------------------------- | ------------------------------------- | ------- | -------------------- | ---------- | ------------------------------------------ | ----------- |
| 5 september 2009 | Graz, Oostenrijk          | Oostenrijk – Faeröer                  | 3 – 1   | WK 2010 kwalificatie | 6          | 0                                          | 0           |
| 3 september 2010 | Andorra la Vella, Andorra | Andorra – Rusland                     | 0 – 2   | EK 2012 kwalificatie | 5          | 0                                          | 0           |
| 29 maart 2011    | Larnaca, Cyprus           | Cyprus – Bulgarije                    | 0 – 1   | Vriendschappelijk    | 1          | 0                                          | 0           |
| 10 augustus 2011 | Glasgow, Schotland        | Schotland – Denemarken                | 2 – 1   | Vriendschappelijk    | 1          | 0                                          | 0           |
| 15 augustus 2012 | Llanelli, Wales           | Wales – Bosnië en Herzegovina         | 0 – 2   | Vriendschappelijk    | 1          | 0                                          | 0           |
| 7 september 2012 | Vaduz, Liechtenstein      | Liechtenstein – Bosnië en Herzegovina | 1 – 8   | WK 2014 kwalificatie | 2          | 0                                          | 0           |
| 31 mei 2013      | Bologna, Italië           | Italië – San Marino                   | 4 – 0   | Vriendschappelijk    | 1          | 0                                          | 0           |
| 7 september 2012 | Serravalle, San Marino    | San Marino – Polen                    | 1 – 5   | WK 2014 kwalificatie | 6          | 0                                          | 0           |
| 15 november 2013 | Wrocław, Polen            | Polen – Slowakije                     | 0 – 2   | Vriendschappelijk    | 3          | 0                                          | 0           |
| 8 juni 2014      | Serravalle, San Marino    | San Marino – Albanië                  | 0 – 3   | Vriendschappelijk    | 2          | 0                                          | 0           |